# Liste des primats de l'Église malankare orthodoxe
Liste des primats de l'Église malankare orthodoxe

## Catholicos de l'Orient
- Mar Thoma Ier (1653)
- Mar Thoma II (1670-1686)
- Mar Thoma III (1686-1688)
- Mar Thoma IV (1688-1728)
- Mar Thoma V (1728-1765)
- Mar Thoma VI (également connu sous le nom de Mar Dionysius Ier) (1765-1808)
- Mar Thoma VII (1808-1809)
- Mar Thoma VIII (1809-1815)
- Mar Thoma IX (1815)
- Pulukottil Joseph Mar Dionysios II (1815-1816)
- Mar Philoxenos Kidangan (également connu sous le nom de Thozhiyur) (1816-1817)
- Punnathara Mar Dionysios III (1817-1825)
- Cheppad Mar Dionysios IV (1825-1855)
- Palakunnathu Mathews Mar Athanasios (1843-1877)
- Pulicottil Joseph Mar Dionysios V (1864-1909)
- Vattasseril Geevarghese Mar Dionysios VI (1908-1934)
- Beselios Paulose (1912-1914)
- Beselios Geevarghese I (1925-1928)
- Beselios Geevarghese II (1929-1964)
- Beselios Ougen (1964-1975)
- Baselios Marthoma Mathews Ier (27 octobre 1975-27 avril 1991). Séparation avec le patriarcat syrien orthodoxe d'Antioche
- Baselios Marthoma Mathews II (29 avril 1991-30 octobre 2005)
- Baselios Marthoma Didymos Ier (30 octobre 2005-1er novembre 2010)
- Baselios Marthoma Paulose II (1er novembre 2010-12 juillet 2021)
- Baselios Mar Thomas Mathieu III (depuis le 15 octobre 2021 (intronisation))